# Archives communales en Suisse

Salle de lecture des archives communales de Schaffhouse en 2014.

Les archives communales sont les archives produites par la mairie et les services municipaux des communes politiques en Suisse (aussi nommées « archives publiques locales », « archives municipales »), ainsi que les archives anciennement produites localement par d’autres institutions telles que les paroisses (ou « archives paroissiales ») et les bourgeoisies.
Dans les villes et les dépôts importants, le terme « archives » peut aussi désigner le service responsable des archives, et parfois le bâtiment qui les abrite.
Dans certains cantons, il existe des archives locales intermédiaires entre les communes et les cantons : les « archives de districts ».

## Historique

Charte de l'empereur Henri III concédant à Schaffhouse le droit de battre monnaie, archives de la ville de Schaffhouse, 1045.

Les archives paroissiales (registres de baptêmes, mariages et décès ou sépultures) ainsi que les archives d'état civil qui leur ont succédé entre 1798 et 1876 sont à rechercher le plus souvent dans les archives cantonales. L'état-civil récent (non consultable) dépend des offices d'état civil des communes. Cependant certaines archives ecclésiastiques se trouvent dans des archives communales.
Les archives des bourgeoisies concernent surtout les bien communaux (par exemple des pâturages ou des forêts). Les anciennes bourgeoisies des villes de Berne, Genève, Zurich et d'autres sont devenues des cantons, leurs archives se trouvent donc dans les archives cantonales correspondantes. Certains fonds de bourgeoisies sont déposés dans les archives communales où ils forment parfois la base de ces archives, en d'autres lieux les bourgeoisies conservent et gèrent leurs archives indépendamment des communes politiques,. « Les archives municipales sont des mines d'informations, en particulier pour l'histoire locale, économique et sociale et dans les nombreux domaines de la vie quotidienne des citoyens ».
À partir du début du XIXe siècle, les archives communales concernent l'administration locale, en particulier l'état-civil récent, la comptabilité, les registres des conseils, l'école obligatoire, l'assistance sociale, la vie culturelle, les bâtiments et les installations sportives, la voirie et les travaux, le service du feu et la police communale.
Les archives communales peuvent être en possession de fonds anciens de grande valeur tels qu'archives des anciennes communautés d’habitants, archives féodales ou religieuses.

## Organisation
Le niveau local, la commune politique, est très important en Suisse (il y a plus de 2 000 communes en 2015). Leur indépendance est cependant variable d'un canton à l’autre.
« La structure fédéraliste et multiculturelle de la Suisse a donné jour à un système archivistique caractérisé par le particularisme. ». Les diverses régions linguistiques se sont inspirées de systèmes archivistiques différents. Au niveau démographique, les grandes villes peuvent avoir des archives comparables à celles des cantons (la commune et ville de Zurich avec plus de 370 000 habitants est plus peuplée que la plupart des cantons suisses, sauf six).
Dans de nombreux cantons, les articles de la loi sur les communes suffisent à cadrer les archives communales, certains cantons ont une législation spécifique (ordonnance ou règlement). À Genève, la loi sur les archives publiques s'applique aussi aux communes.
Seule une petite minorité de communes a engagé des archivistes professionnels (une cinquantaine sont dénombrés en 2004), autrement ce sont les secrétaires communaux qui s'en occupent. Ils sont plus ou moins soutenus par les structures cantonales. On trouve[style à revoir] des professionnels dans les grandes villes et dans des villes moyennes comme Carouge, Montreux, Sion. Certaines petites localités qui possèdent des fonds anciens importants ont aussi des archives professionnalisées, par exemple Sursee et Stein am Rhein.

## Collaborations
D'une part, il y a une collaboration naturelle entre les services des archives cantonales et communales, d'autre part les secrétaires ou archivistes chargés des archives communales peuvent s'entraider ou même coordonner leurs efforts formellement.
Dans le canton de Vaud, le plan de classement des archives communales est élaboré au niveau cantonal, et un calendrier de conservation réalisé par des spécialistes et des personnes diverses venant des communes a été publié en 2009. Le projet nommé « Panorama », débuté en 2003 avec les Archives cantonales vaudoise et l'Association vaudoise des archivistes, aboutit à la création d’une plateforme commune accessible en ligne : « Inventaire général – Archives communales vaudoises avant 1961 »,. Un projet de mise à jour de cet inventaire débute en 2009 et permet en 2012 la mise en ligne d’inventaires plus complets et à la création d’un « groupe de travail constitué d'archivistes, de spécialistes en information documentaire et de collaboratrices et collaborateurs de services d’archives communales utilisatrices du logiciel AtoM. ».
Il existe au sein de l'Association des archivistes suisses un groupe de travail « Archives communales » qui organise des journées d'études. En 1999 le thème était les relations entre archives communales et cantonales, en 2013 « L'évaluation d'un point de vue communal », en 2014 « La médiation et la communication ».

## Gestion
Parmi les communes suisses moyennes et petites, seule une minorité d'entre elles disposent d'un poste fixe d'archiviste dévolu à la gestion des leurs archives. Pour dépasser ce fait, certaines ont imaginé des solutions innovantes.
Dans le canton de Vaud par exemple, les communes de Prilly, Ecublens et Jouxtens-Mézery créent en 2000 un poste d'archiviste intercommunale. Il fut occupé par Delphine Friedmann, jusqu'à sa nomination en tant que directrice des Archives cantonales vaudoises en 2019.
De façon plus ambitieuse, dans le canton de Neuchâtel, trois communes de taille moyenne créent en 2012 un service d'archivage intercommunal, connu sous le nom de Service intercommunal d’archivage (SIAr) pour mutualiser les compétences et les ressources archivistiques. Son développement sera rapide puisqu'en 2016, il compte déjà 10 communes membres couvrant un quart de la population du canton. En 2024, 14 communes sont membres (et un centre scolaire), c'est-à-dire plus de la moitié des 27 communes neuchâteloises existantes à ce moment-là.

## Locaux
La diversité des fonds d'archives et de leur gestion plus ou moins professionnalisée se reflète dans la diversité des locaux attribués par les communes : un petit dépôt dans la mairie ou dans d'autres bâtiments communaux, un bureau ou une partie de bâtiment partagé avec d'autres services communaux, un bâtiment dédié.

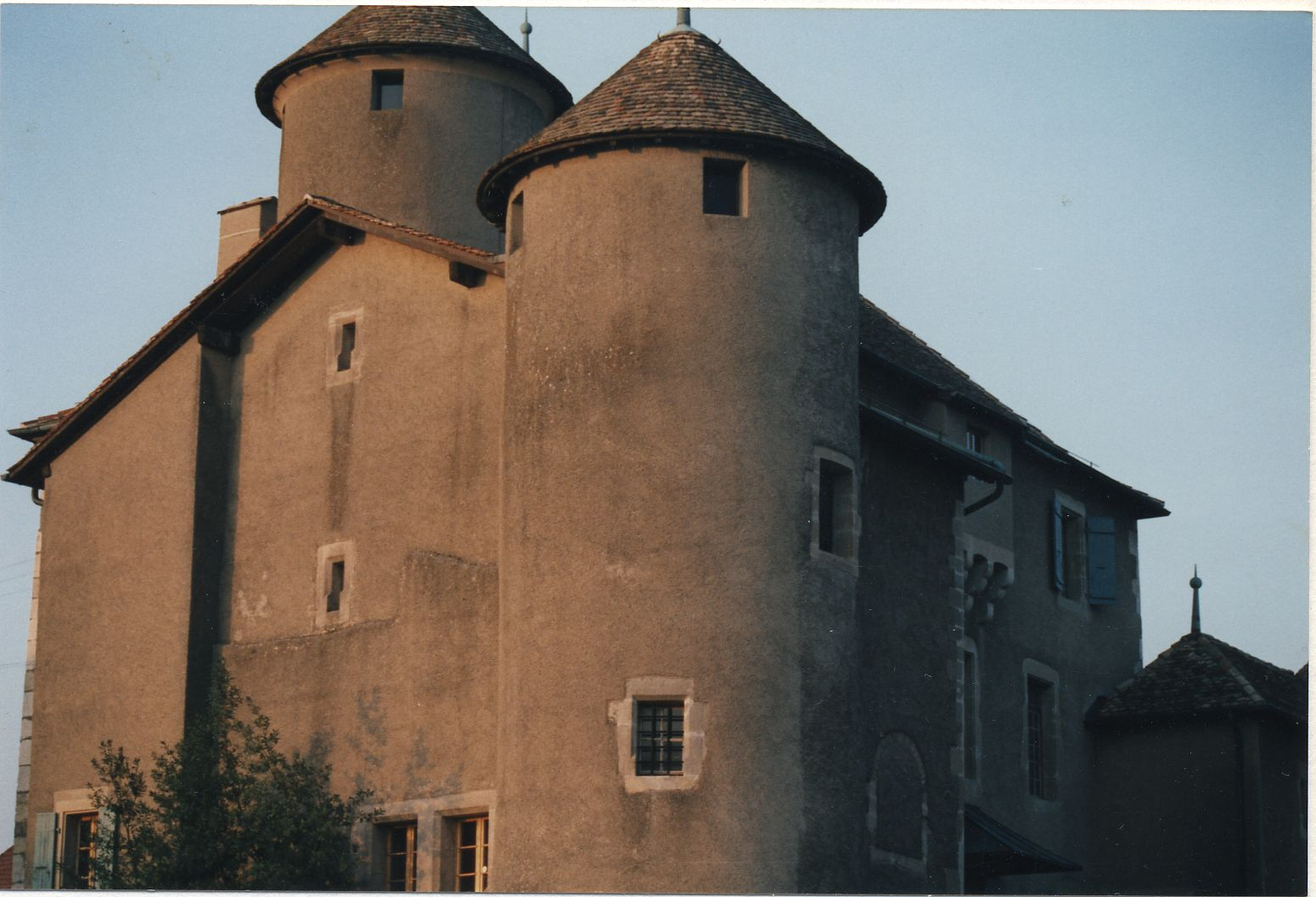
Archives de la commune de Bardonnex, dans les combles de la commanderie de Compesières.
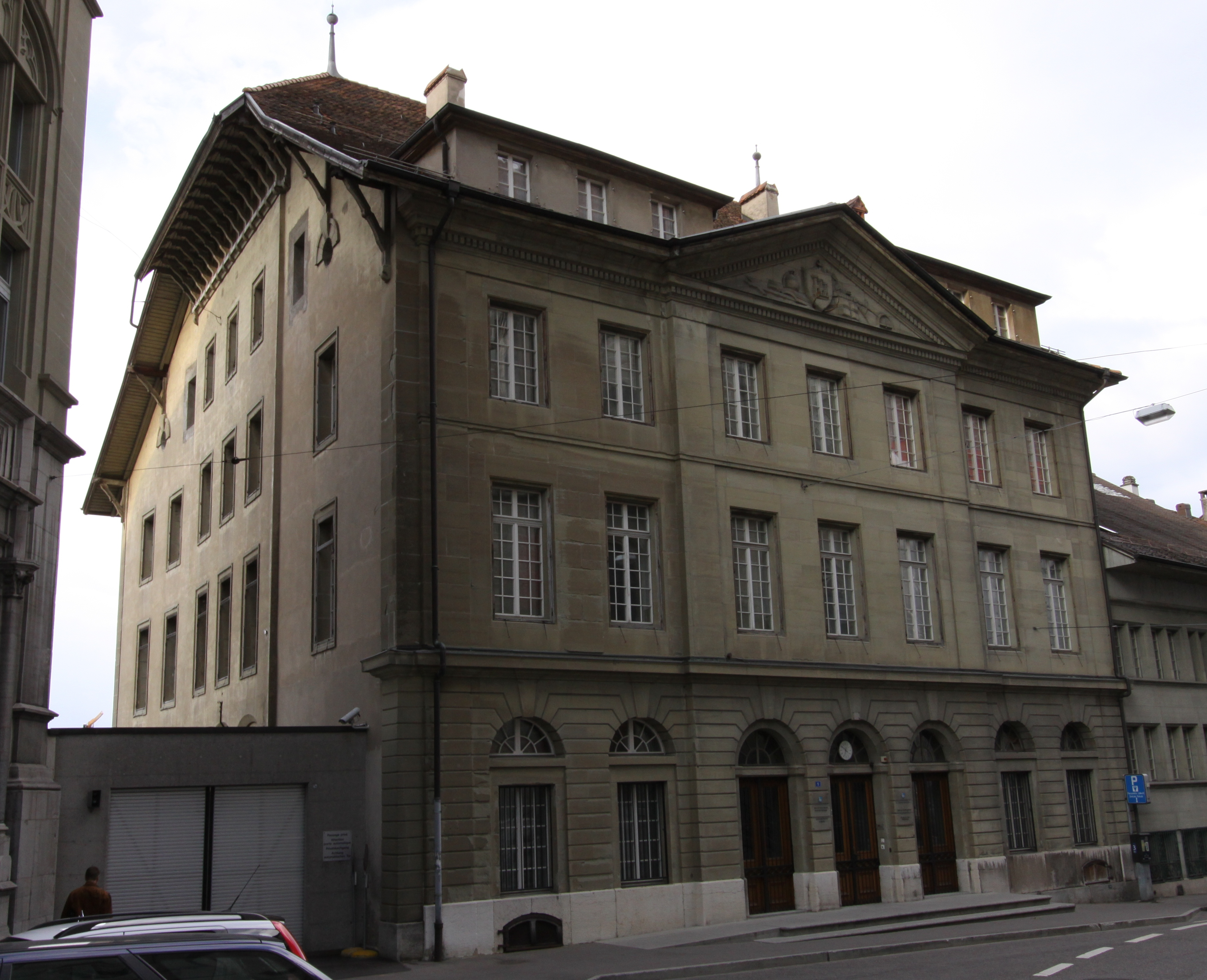
Archives de la ville de Fribourg, depuis 2005 avec d'autres services municipaux, dans une ancienne école[14].
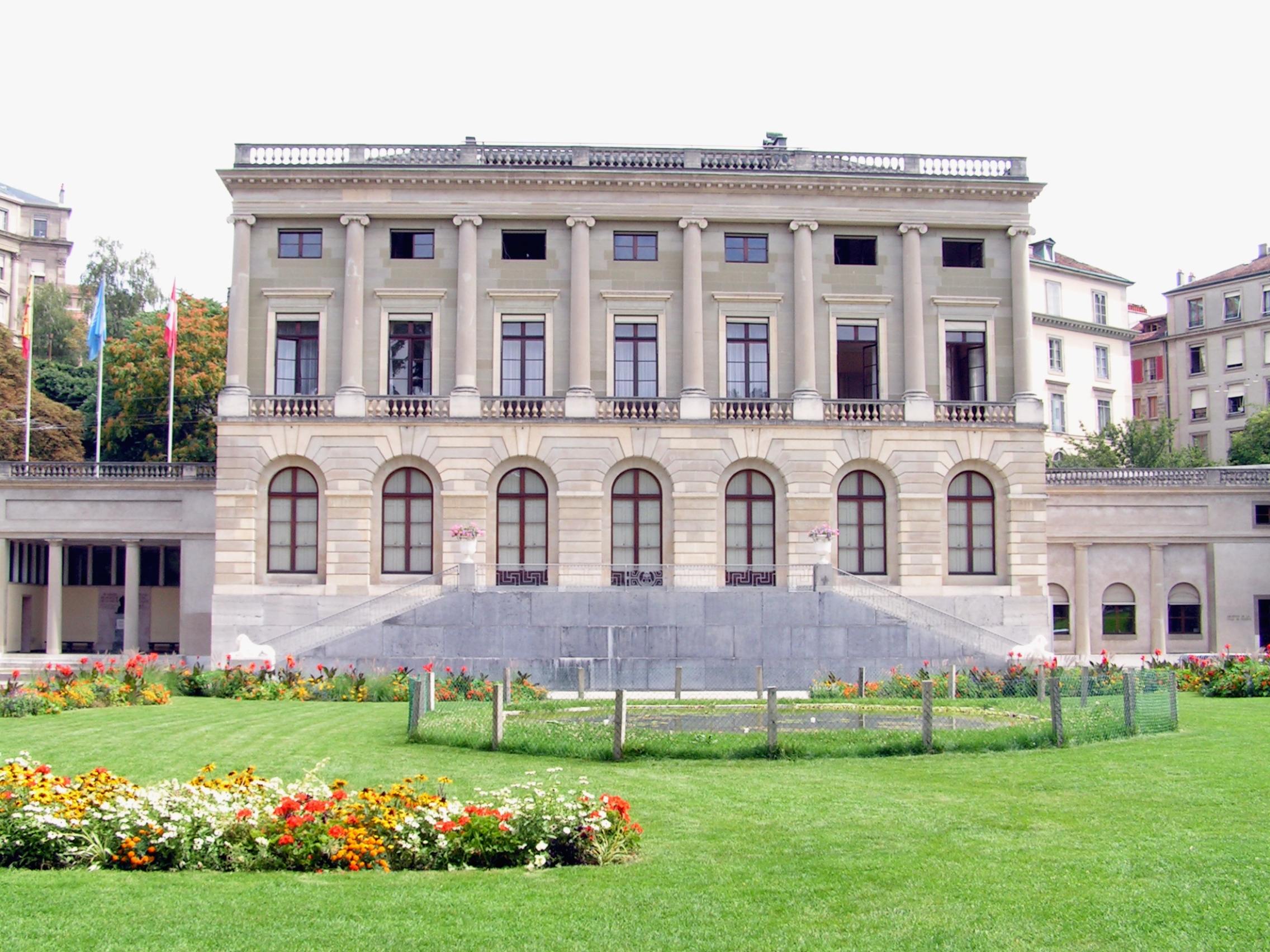
Archives de la ville de Genève, depuis 1985 avec d'autres services municipaux au Palais Eynard.
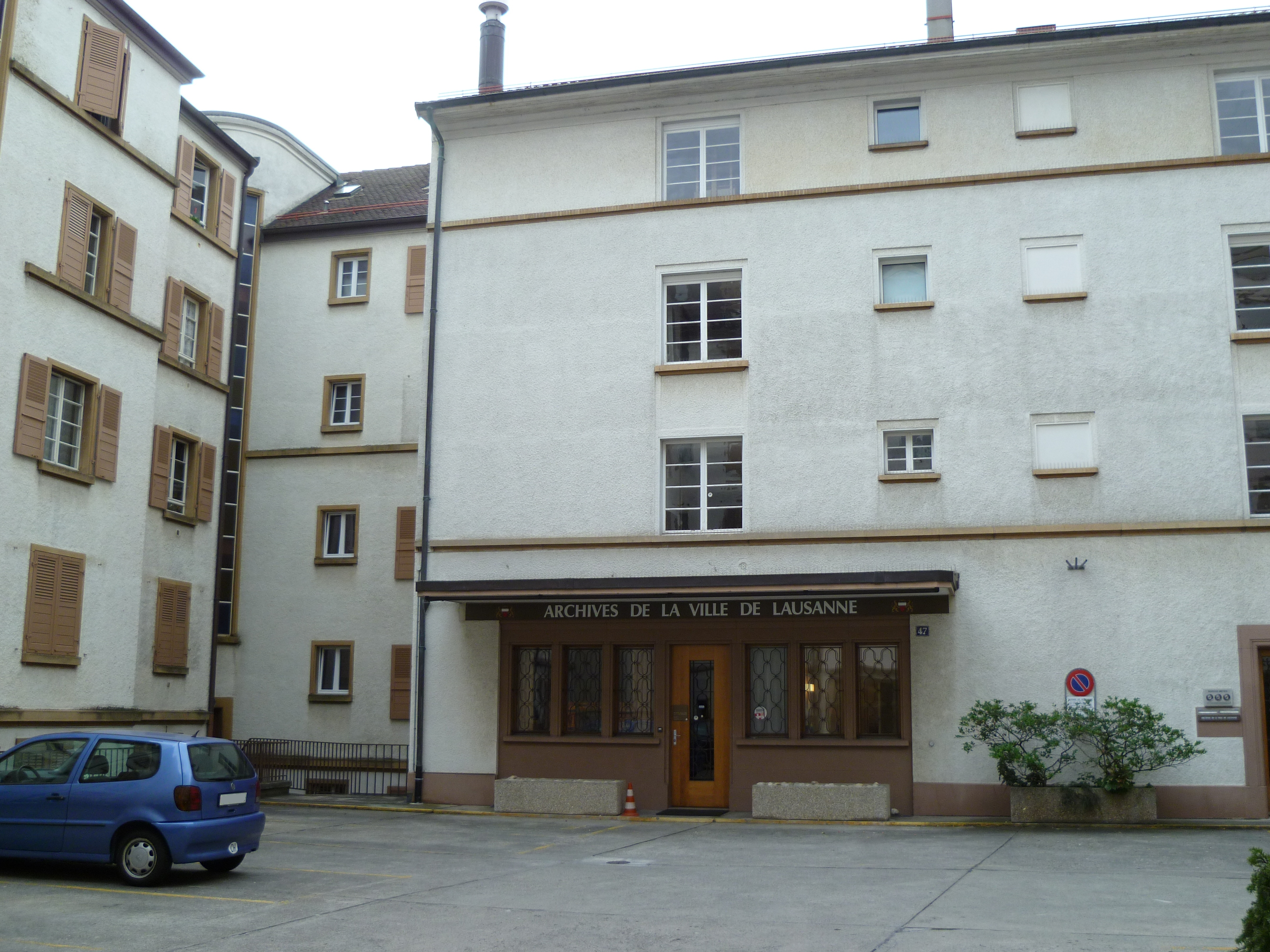
Archives de la ville de Lausanne, depuis 1986 dans l'ancien bâtiment des archives cantonales[15].
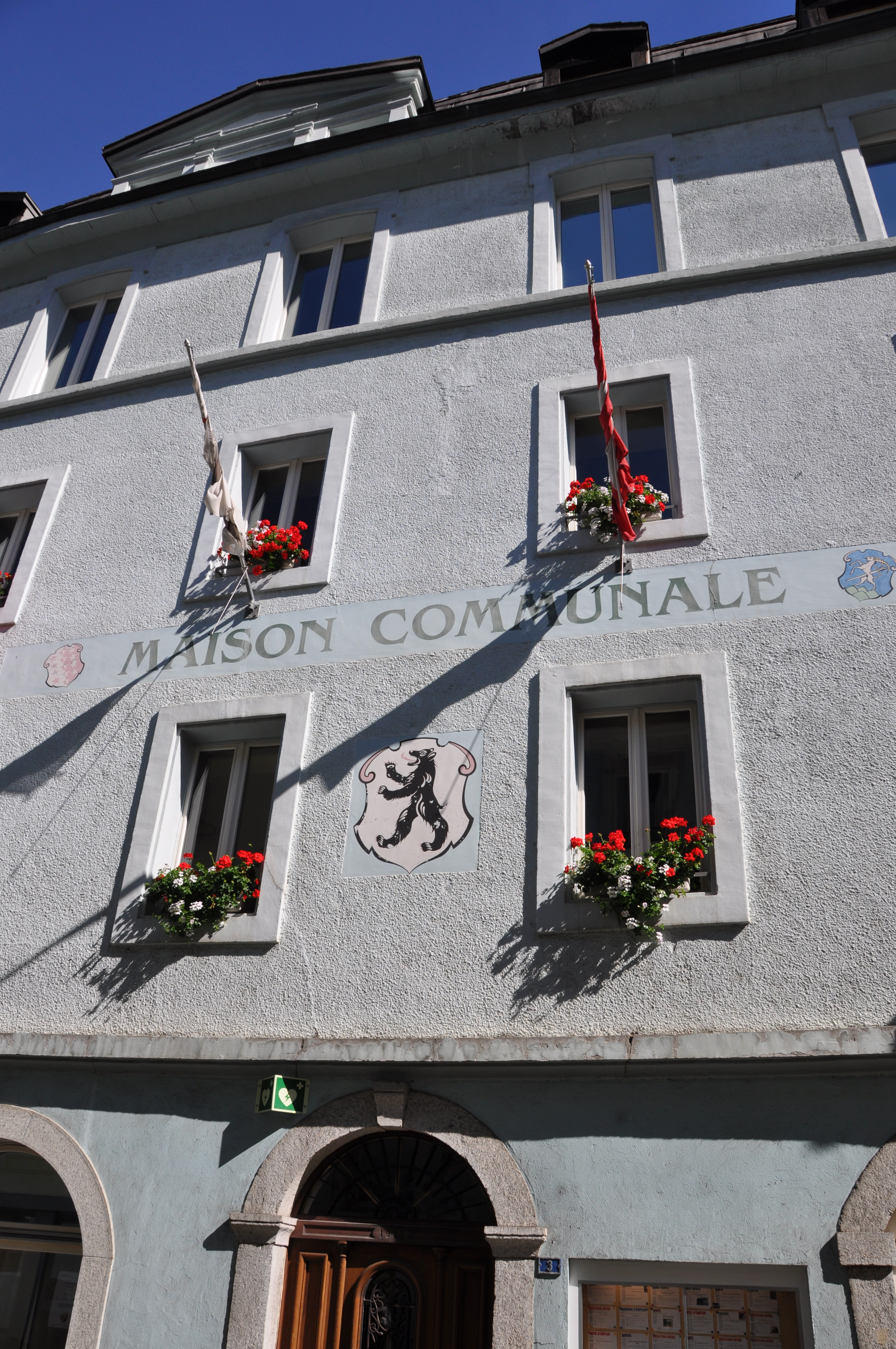
Archives de la commune d'Orsières, dans la maison communale.
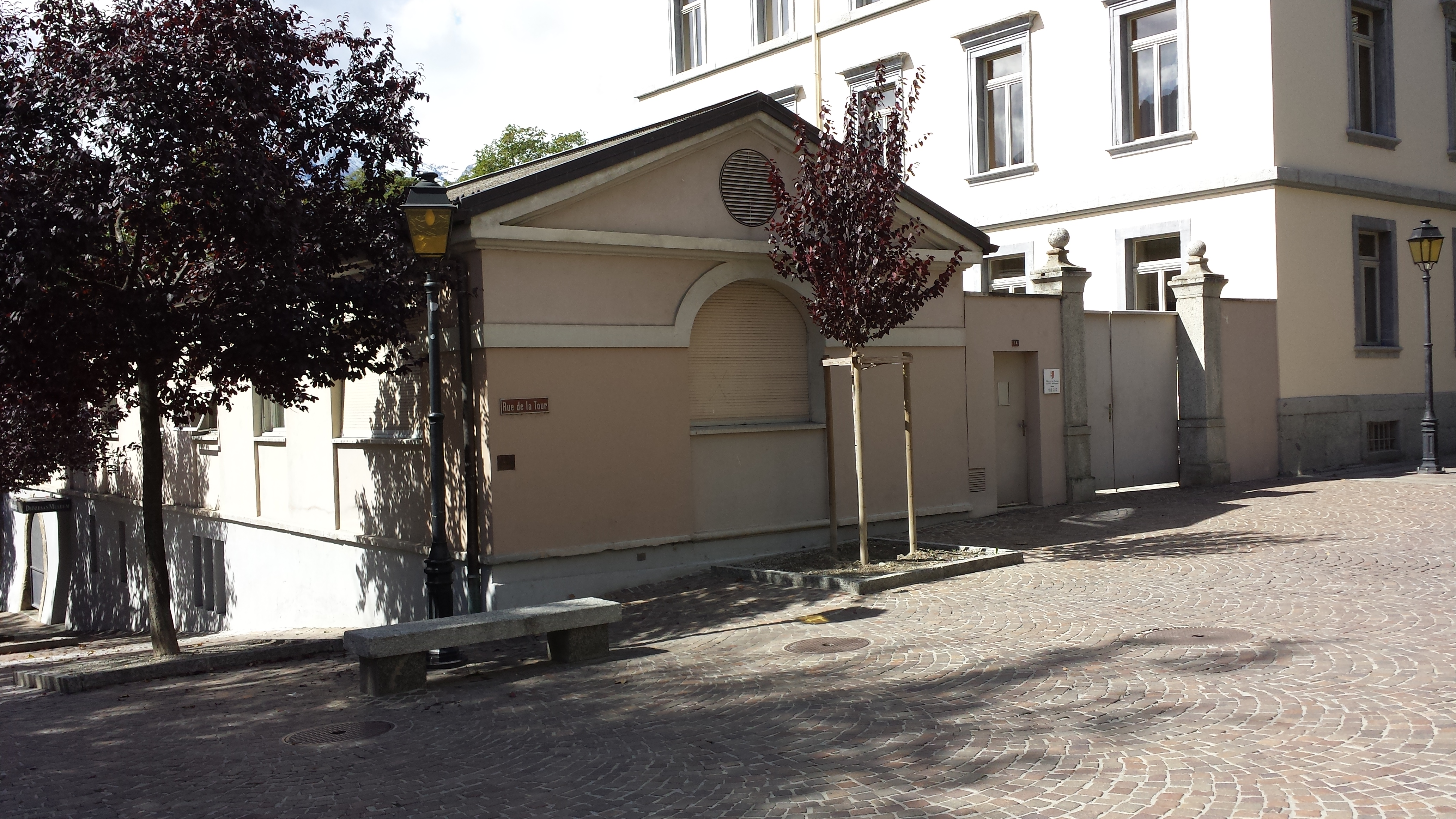
Archives communales de Sion, nouveaux locaux depuis 2013[16].
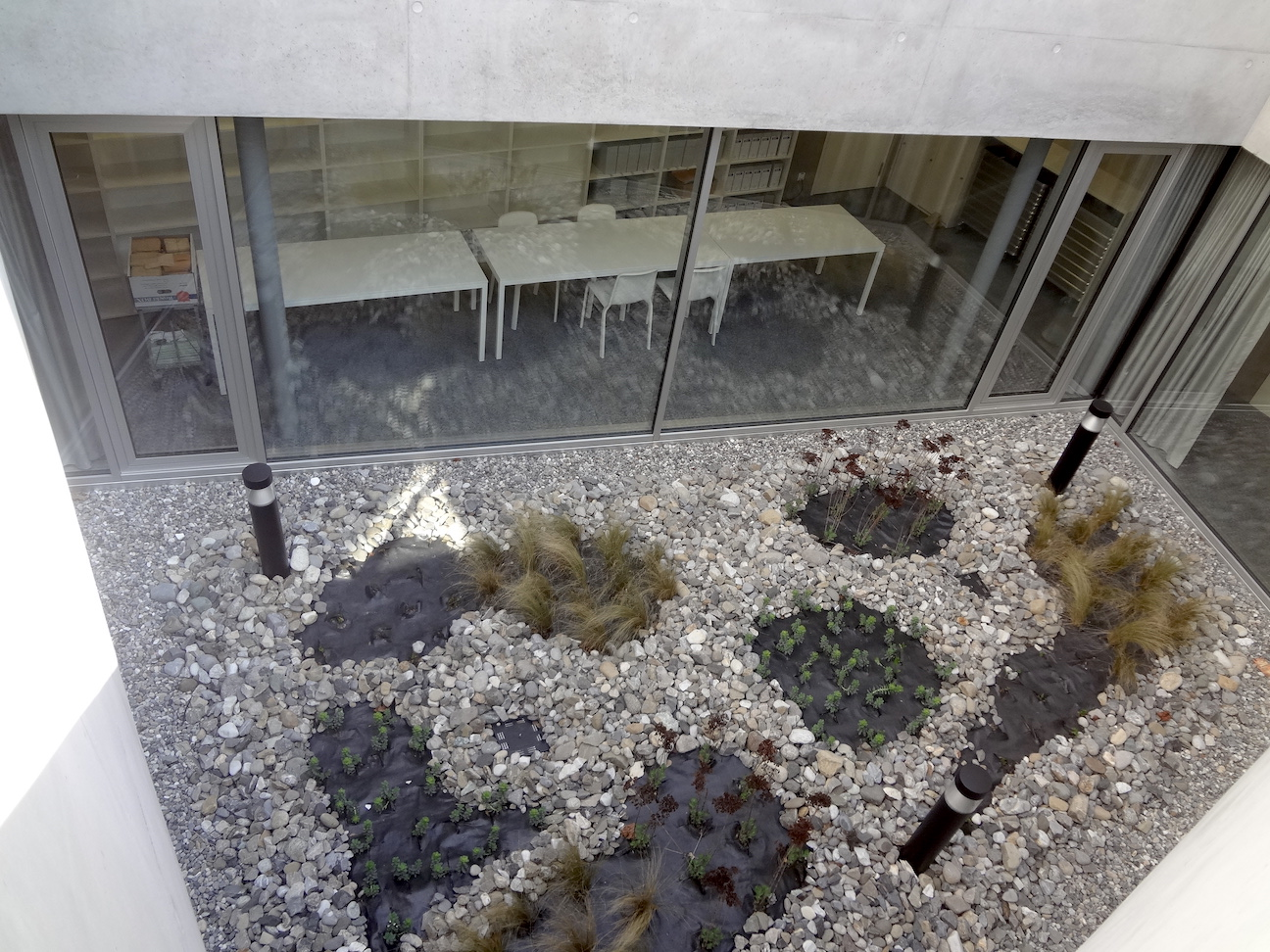
Archives communales de Carouge, depuis 2017.